# Cryptoplax sykesi
Cryptoplax sykesi är en blötdjursart som beskrevs av Thiele 1909. Cryptoplax sykesi ingår i släktet Cryptoplax och familjen Cryptoplacidae. Inga underarter finns listade i Catalogue of Life.